# 海津市立西江小学校
海津市立西江小学校 （かいづしりつ にしえしょうがっこう）は、かつて岐阜県海津市海津町にあった公立小学校。
少子化のため、2024年に旧・海津町の5つの小学校（高須小、吉里小、東江小、大江小、西江小）を統合。海津市立海津小学校の新設により廃校。
廃校後、体育館とグラウンドは地域の体育施設として利用される予定である。

## 概要
- 校舎は揖斐川の堤防に隣接している。過去、洪水や地震による校舎流出、全壊などにより、幾度か移転や校舎再建をしている経緯がある。現在の校舎は洪水などの災害に対応できるように、屋上にヘリポート、最上階の4階に備蓄倉庫が設置されている。

## 沿革
- 1874年（明治7年） - 安田村に盛章学校[4]が開校する。安田村の願船寺を仮校舎とする。その後安田村内に校舎を新築移転。
- 1878年（明治9年） - 伊勢暴動の暴徒により校舎全焼。
- 1878年（明治11年） - 沼新田に新築移転。この頃深浜村に分校を設置。
- 1885年（明治18年） - 洪水により校舎が押し流される。
- 1886年（明治19年） - 仮校舎完成。深浜村の児童を嚶々小学校に委託する。
- 1887年（明治20年） - 安田村に新築移転。
- 1891年（明治24年） - 濃尾地震により校舎全壊（翌年再建）。
- 1896年（明治29年）9月 - 集中豪雨により揖斐川堤防決壊。校舎が押し流される。
- 1887年（明治30年）
  - 2月 - 安田村の民家を仮校舎とする。
  - 4月 - 稲山村、安田村、安田新田、本阿弥新田、沼新田、帆引新田、深浜村と万寿新田の一部が合併し、西江村が発足。
  - （時期不明） - 深浜村の内記尋常小学校への委託解除。
  - 12月 - 安田の願船寺を仮校舎とする。西江尋常小学校に改称する。校区は稲山地区[5]を除く西江村全域。
- 1898年（明治31年） - 新築移転。
- 1901年（明治34年） - 木曽三川分流工事で敷地が揖斐川河川敷となるため、現在地に移転し仮校舎を築く。
- 1908年（明治41年） - 校舎を新築。
- 1909年（明治42年）8月14日 - 姉川地震により校舎傾斜。
- 1920年（大正9年） - 西江尋常高等小学校に改称する。
- 1941年（昭和16年） - 西江国民学校に改称する。
- 1942年（昭和17年） - 校舎新築。
- 1946年（昭和21年）12月21日 - 南海地震により校舎全壊。
- 1947年（昭和22年）
  - 4月 - 西江村立西江小学校に改称する。
  - 5月 - 校舎を新築する。
- 1955年（昭和30年）1月15日 - 高須町、大江村、吉里村、東江村、西江村が合併して海津町が発足。同時に海津町立西江小学校に改称する。稲山地区の一部が高須小学校内記分校校区から西江小学校校区へ移る。
- 1967年（昭和42年） - 校舎（鉄筋コンクリート造2階建）が完成。
- 1976年（昭和51年） - 校舎を増築する。
- 1977年（昭和52年） - 校舎を増築する。
- 1981年（昭和56年）3月 - 特別教室棟（鉄筋コンクリート造平屋建）が完成。
- 1985年（昭和60年）2月 - 体育館が完成。
- 2004年（平成16年）3月 - 現在の校舎（鉄筋コンクリート造4階建）が完成。旧校舎（1967年完成。1976年、1977年増築）を解体。
- 2005年（平成17年）3月28日 - 海津町、平田町、南濃町と合併して海津市が発足。同時に海津市立西江小学校に改称する。
- 2024年（令和6年）3月1日 - 閉校式を行う。

## 通学区域[6]
全て海津町の地域。
- 稲山（梶屋）
- 宮地
- 本阿弥新田
- 安田
- 安田新田
- 帆引新田
- 七右エ門新田
- 万寿新田
- 沼新田
- 江東
- 深浜
- 安江
- 太田
- 山崎

## 進学先中学校
- 日新中学校

## その他
- 2017年現在、東京書籍の社会科教科書（新編「新しい社会」5年上）で、西江小学校が「堤防のそばにある学校」として写真が紹介されている。